# One bag habit
One bag habit är en kampanj i Sverige som syftar till att minska konsumtionen av plastpåsar.
Kampanjen lanserades 1 juni 2017 av butikerna H&M, Lindex och KappAhl till följd av EU-direktivet 2015/720 (ändring av tidigare direktiv 94/62/EG).
Naturvårdsverket har tagit fram underlag till SFS 2016:1041 (lagen.nu) som en följd av ovanstående direktiv. Reglerna innefattar bland annat att den som yrkesmässigt tillverkar eller för in plastbärkassar till Sverige är skyldig att rapportera till Naturvårdsverket.